# Daniel Engelhardt
Daniel Engelhardt est un producteur de cinéma et un scénariste américain, affilié à la société de production Lionsgate.

## Biographie
Daniel Engelhardt étudie à l'université de Californie à Los Angeles où il sort diplômé en relations internationales.
Dès sa sortie de l'université, il se lance dans une carrière de producteur cinématographique, devenant un des plus jeunes de sa profession. Il produit d'abord des courts-métrages avant de réaliser un gros coup en produisant le film indépendant Palo Alto et qui sera un succès. Le film sera vendu à Image Entertainement.
Repéré, Engelhardt s'engage avec les studios Lionsgate et ses deux premières productions sont le film Planet Hulk qui sort directement en vidéo et le film Alpha et Oméga qui sera un succès au box-office. Il occupe le poste de manager de production pour ses deux films ainsi que de la série Speed Racer: The Next Generation durant cinq épisodes.

## Filmographie

### Comme producteur
- - God Bless (court métrage, 2005)
  - Spin Cycle (court métrage, 2005)
  - Palo Alto (2007)
  - Planet Hulk (vidéo, 2010) : Manager de production
  - Alpha et Oméga (2010) : Manager de production
  - Speed Racer: The Next Generation (série, 2011) : Manager de production de cinq épisodes

### Comme scénariste
- - God Bless (court métrage, 2005)